# Pagyda furcatalis
Pagyda furcatalis là một loài bướm đêm trong họ Crambidae.